# Зимницы (деревня, Владимирская область)
Зи́мницы — деревня Меленковского района Владимирской области России, входит в состав Бутылицкого сельского поселения.

## География
Деревня расположена на севере Меленковского района в 7 км на северо-восток от центра сельского поселения села Бутылицы. Недалеко от деревни находится железнодорожная станция Зимницы на линии Черусти — Муром.

## История
Впервые деревня Зимницы упоминается в 1646 г. Название деревни происходит от купецкого зимовья, бывшего здесь. До Зимниц от автодороги Владимир — Меленки ведет булыжная дорога.
В окладных книгах Рязанской епархии за 1676 год деревня значится в составе прихода погоста Куземского , в ней было 1 двор помещиков, 8 дворов крестьянских.

## Население
| 1859 | 1926 |
| ---- | ---- |
| 239  | 700  |

| 1859 | 1905 | 1926 | 2002 | 2010 | 2021 |
| ---- | ---- | ---- | ---- | ---- | ---- |
| 239  | ↗492 | ↗700 | ↘3   | →3   | ↗8   |